# Ribeirão Olhos d'Água

O Ribeirão Olhos d'Água é um curso d'água brasileiro, do estado de São Paulo. Atravessa o município de Olímpia, cortando-a de fora a fora passando desde o bairro São José, cortando a Av. Aurora Forte Neves e seguindo o seu curso pelo bairro Tropical e desaguando no rio Cachoeirinha.

## Nascente
O ribeirão Olhos D'Água tem sua nascente em uma mina no sítio Olhos D'Água, município de Severínia desde sua nascente até o município de Olímpia ele desemboca no famoso ponto turístico de Olímpia, chamado Boca do Túnel, muito usado para os batismos das igrejas pentecostais do município.

## Município de Olímpia
Até o ano de 2008, quando o ribeirão passava pelo município de Olímpia, ele recebia alto índice de poluição doméstica, principalmente quando passava pela região urbana pela Av. Aurora Forte Neves, mas desde o ano de 2008, os redutos domésticos e industriais estão sendo tratados em uma estação de tratamento no bairro da Santa Fé, melhorando assim as águas do ribeirão.
Nos arredores do ribeirão situam-se muitos estabelecimentos comerciais importantes no município, tais como: lanchonetes, supermercados, borracharia e a rodoviária municipal. Também chamado de velho polo econômico do município, pois agora o "novo" polo econômico situa-se na praça Rui Barbosa, no centro.
Há também em tempos de chuvas caso de crescimento fluvial no ribeirão dentro do município, mas também na década de 1990 casos de enchentes na altura do centro da cidade que cobriu de lama toda a rodoviária municipal.

## Desaguamento
Após passar por todo seu curso natural, desagua no rio Cachoeirinha, vindo após desaguar no rio Turvo como mais um de seus afluente.
| Cidades banhadas pelo Rib. Olhos d'água | Rios próximos ao Olhos d'Água |
| --------------------------------------- | ----------------------------- |
| Severínia (Sítio Olhos d'Água)          | Cachoeirinha                  |
| Olímpia                                 | Turvo                         |